# Nicola Abbagnano
Nicola Abbagnano, italijanski filozof, * 15. julij 1901, Salerno, † 9. september 1990, Milano.
Bil je predstavnik italijanskega eksistencializma. Izhajal je iz možnosti, ki jih človek ima in med katerimi lahko izbira.

## Dela
- Struktura eksistence (1939)
- Pozitivni eksistencializem (1948)